# Президент Української РСР
Президе́нт Української Радянської Соціалістичної Республіки — посада глави виконавчої влади Української РСР.

## Історія
Вона була створена 5 липня 1991 року Верховною Радою УРСР з внесенням відповідних поправок до Конституції республіки. До цього найвищою посадовою особою в Україні був Голова Верховної Ради УРСР.
17 вересня 1991 року посада була перейменована відповідно до Закону «Про внесення змін і доповнень до Конституції Української РСР» в посаду Президента України, вибори якого відбулися 1 грудня 1991 року. Жодна особа не займала пост Президента УРСР.
За часів перебування України у складі СРСР функції глави держави в Українській РСР до 1991 року виконувала Верховна Рада, яка вважалась найвищим органом державної влади, її Президія, як постійно діючий орган державної влади, та її Голова. Становлення інституту Президента України було ключовим у реформуванні державної влади, пов'язаному з проголошенням суверенітету України та зміною її конституційного ладу.
21 червня 1991 року Верховна Рада України постановила «вважати за доцільне заснувати пост Президента УРСР до прийняття нової Конституції» і «провести вибори Президента Української РСР у 1991 році».
5 липня 1991 року український парламент ухвалив закони «Про Президента Української PCP» і «Про вибори Президента Української PCP». Було внесено доповнення до Конституції республіки (глава 12), якими встановлювалися правовий статус і компетенція Президента, умови і порядок його обрання. Президент визначався «найвищою посадовою особою Української держави і главою виконавчої влади». Вибори Президента УРСР були призначені на 1 грудня 1991 року. Деякі депутати парламенту пропонували також ввести пост віце-президента, але ця пропозиція не знайшла підтримки більшості Верховної Ради України.
Зі здобуттям Україною незалежності на території України і надалі діяла нормативна база Української РСР. Це було передбачено статтею 3 Закону «Про правонаступництво України», в тому числі і положення про Президента УРСР. 17 вересня 1991 року Верховна Рада України внесла зміни і доповнення до Основного Закону щодо зміни офіційної назви держави з УРСР на Україну. Таким чином посада Президента УРСР була перейменована, проте нормативна база продовжувала діяти.
1 грудня того ж року були проведені вибори Президента України. Леонід Кравчук посів перше місце, ставши першим Президентом України. За період існування поста Президента УРСР жодна особа не займала його.

## Вимоги до кандидатів на пост президента УРСР
- Президентом міг бути громадянин не молодший тридцяти п'яти років на день виборів.
- Одна й та ж особа не могла бути Президентом більше двох строків підряд.
- Президент УРСР не міг бути народним депутатом, займати будь-яку посаду у державних органах і громадських об'єднаннях, а також в інших організаціях та займатися комерційною діяльністю. Якщо особа, обрана Президентом, була народним депутатом, то її депутатські повноваження припинялися з моменту вступу на посаду.

## Повноваження Президента
Президент Української РСР:
- виступає гарантом забезпечення прав і свобод громадян, державного суверенітету України, додержання Конституції і законів УРСР;
- представляє УРСР у міждержавних і міжнародних відносинах;
- вживає необхідних заходів щодо забезпечення обороноздатності, державної і суспільної безпеки та територіальної цілісності республіки;
- очолює систему органів державного управління, забезпечує їх взаємодію з Верховною Радою УРСР;
- звертається з посланнями до народу, подає на розгляд Верховної Ради щорічні доповіді про виконання соціально-економічних та інших програм, про становище республіки та програми внутрішньополітичної і зовнішньополітичної діяльності Президента і Уряду. Верховна Рада більшістю голосів від загальної кількості вправі зажадати від Президента позачергової доповіді з найбільш важливих питань державного життя;
- представляє Верховній Раді кандидатуру для призначення на посаду Прем'єр-міністра; вносить пропозицію Верховній Раді УРСР про звільнення з посади Прем'єр-міністра;
- за погодженням з Верховною Радою призначає Державного міністра з питань оборони, національної безпеки і надзвичайних ситуацій, Міністра внутрішніх справ, Міністра закордонних справ, Міністра фінансів, Міністра юстиції, Голову Комітету державної безпеки УРСР. За поданням Прем'єр-міністра призначає і звільняє інших членів Кабінету Міністрів;
- веде переговори і підписує міждержавні і міжнародні договори УРСР, які набирають чинності після ратифікації Верховною Радою; призначає і відкликає дипломатичних представників республіки в іноземних державах і при міжнародних організаціях; приймає вірчі і відкличні грамоти акредитованих при ньому дипломатичних представників іноземних держав;
- нагороджує державними нагородами і присвоює почесні звання республіки;
- вирішує питання прийняття до громадянства і виходу з громадянства УРСР, надання притулку;
- здійснює помилування осіб, засуджених судами республіки;
- приймає рішення у випадках оголошення стану війни та небезпеки державному суверенітету республіки про загальну чи часткову мобілізацію на території республіки та запровадження воєнного стану в окремих місцевостях республіки;
- оголошує в разі необхідності зонами надзвичайних екологічних ситуацій окремі місцевості республіки.

## Присяга Президента УРСР
При вступі на посаду Президент складає присягу такого змісту:

«Урочисто присягаю народові України при здійсненні повноважень Президента Української Радянської Соціалістичної Республіки суворо додержувати Конституції і законів Української РСР, поважати і охороняти права і свободи людини і громадянина, захищати суверенітет Української РСР, сумлінно виконувати покладені на мене високі обов'язки».

Присяга приноситься Президентом УРСР не пізніш як у п'ятнадцятиденний строк після офіційного оголошення результатів виборів. Дату принесення присяги за законом визначала Верховна Рада республіки. Приведення Президента до присяги провадиться Головою Верховної Ради УРСР або особою, яка виконує його обов'язки.

## Дострокове припинення повноважень
Президент користувався правом недоторканності. У разі порушення Президентом Конституції і законів, він міг за висновком Конституційного Суду УРСР бути зміщений з посади Верховною Радою республіки. Дане рішення приймається не менш як двома третинами від загальної кількості народних депутатів УРСР. Верховна Рада Української РСР може призначити всеукраїнський референдум з питання про дострокове припинення повноважень Президента за ініціативою громадян України. При достроковому припиненні повноважень Президента УРСР за результатами референдуму нові вибори проводяться відповідно до Закону «Про вибори Президента УРСР».